# Tovo San Giacomo
Tovo San Giacomo – miejscowość i gmina we Włoszech, w regionie Liguria, w prowincji Savona.
Według danych na rok 2004 gminę zamieszkiwało 2165 osób, 240,6 os./km².